# Koartikulation
Koartikulation (lat. co 'sam', articulare 'artikulera') betecknar talrörelsernas överlappningar vid angränsande talljud. När man pratar normalt så står talapparaten i princip aldrig still, utan alla (aktiva) artikulatorer (läpparna, underkäken, gomseglet, olika delar av tungan) rör sig mer eller mindre ständigt. Koartikulation förekommer i allt tal, men graden av koartikulation varierar på grund av faktorer som talhastighet eller talstil. 

## Typer av koartikulation
Det finns två typer eller "riktningar" av koartikulation, anticipatorisk koartikulation och perseveratorisk koartikulation. Vid artikulation av ett ljud börjar vissa artikulatorer (främst de som inte är så viktiga för den aktuella artikulationen) redan att inta sin position för nästa ljud. Detta är så kallad anticipatorisk koartiulation (eller regressiv, eftersom ett ljud påverkas av det följande ljudet). En artikulator som behövdes för ett föregående ljud, men inte för det aktuella ljudet, behöver inte inta en ny position, så länge inte den gamla positionen är särskilt ansträngande att hålla och den inte stör det aktuella ljudet. Detta är så kallad perseveratorisk koartikulation (eller progressiv, eftersom ett ljud påverkar det följande ljudet; eller carry-over coarticulation). Koartikulation gäller förstås även alla andra artikulatorer, och kan i princip sträcka sig över flera talljud, även över ordgränser. Koartikulation gäller inte bara samspelet av flera artikulatorer, utan förekommer även hos en enskild artikulator. I vissa fall är det svårt att höra koartikulationen, eftersom vi är så vana vid den. Även om det är svårt att höra koartikulationen, så finns det alltid spår i akustiken, som oftast är lätta att se i ett spektrogram.

## Exempel
Anticipatorisk koartikulation: Titta i en spegel och uttala de två orden "sil" och "syl". S:et i "sil" har ingen läpprundning, men i "syl" uttalas s:et med en kraftig läpprundning – nämligen den som vi behöver för att säga det följande ljudet "y". Det spelar ingen roll för det svenska s:et om det uttalas med en eller utan läpprundning, så följande vokalens läpprundning får gärna börja lite tidigare. 
Perseveratorisk koartikulation: Y:ets läpprundning i "syl" får stanna kvar även i det följande l:et; medan l:et i "sil" inte uttalas med en läpprundning. När man säger orden "tik" och "tak" så utför tungan olika rörelser för att nå k:et i "tik" jämfört med "tak"; och tungryggens kontakt med gommen – som bildas för k:et – kommer att finnas längre fram i munnen i "tik" jämfört med "tak".
Om du lyssnar noga hör du koartikulationen.

## Förklaring
En generell förklaring till koartikulation är att man inte kan byta position på ett föremål på nolltid – artikulatorerna är tröga och behöver tid för att kunna ställa om sig för att producera ett nytt språkljud. Dessutom tenderar talare att artikulera så effektivt som möjligt; alltför snabba och många rörelser är alltför ansträngande. Istället brukar man ta det lite lugnare genom att röra vissa artikulatorer lite tidigare, eller låta andra stanna kvar lite längre, så länge det inte påverkar kvaliteten hos de angränsande ljuden alltför mycket.

## Relaterade begrepp
Ibland ställs ett likhetstecken mellan koartikulation och assimilation. Men ibland anses assimilation vara ett fonologiskt fenomen, medan koartikulation anses då som ett fonetiskt fenomen. En assimilation kan oftast anses vara en följd av en koartikulation. Men det finns typer av assimilation (till exempel fjärrassimilation), där den här relationen inte håller särskilt övertygande.
Det engelska begreppet coarticulation (eller co-articulation) är inte samma sak som begreppet koartikulation på svenska (eller tyska). Coarticulation har två betydelser: koartikulation och samordnad artikulation. 

## Begreppets historia
Begreppet koartikulation (ty. Koartikulation) användes först av Menzerath och de Lacerda (1933). De upptäckte fenomenet när de undersökte artikulatorernas rörelser. Tidigare trodde man att tal skulle produceras som en strikt följd av enskilda ljud, där varje ljud består av tre faser: ty. Anglitt, Stellung, Abglitt (sv. inglidning, position, utglidning), och ett ljuds Anglitt skulle börja först när det föregående ljudets Abglitt är över. Men koartikulation innebär – om man vill använda de här termerna – att det i princip inte finns någon Stellung, och ljudens Anglitt och Abglitt överlappar betydligt.
Menzerath och de Lacerda använde termen koartikulation bara när det gällde samspelet av (minst) två artikulatorer. När det gäller en enskild artikulator som anpassar sin position på grund av ett angränsade ljud, så använde de termen Steuerung istället (sv. styrning; översättas till engelska som articulatory control). Men idag brukar termen koartikulation täcka även Steuerung (se "tik/ tak" exempel ovan).  
Koartikulation (engl. coarticulation) upptäcktes även en gång till av Potter, Kopp och Green (1947), men den här gången på grund av överlappningar i akustiken (synbara i ett spektrogram).
Koartikulation spelar en stor roll i fonetisk forskning även idag. Fenomet har en stark affiliation till problemet med invarians i talet, som ännu inte kan anses vara löst.